# Viktor Schreckengost
Viktor Schreckengost (26 de junio de 1906-26 de enero de 2008) fue un diseñador industrial, maestro, escultor y artista estadounidense. Su trabajo también consistió en diseños de cerámica, diseño industrial, diseño de bicicletas y búsqueda seminal con retroalimentación. Los compañeros de Schreckengost estaban incluidos como Raymond Loewy, Norman Bel Geddes, Eva Zeisel, y Russel Wright.

## Primeros años de vida
Nacido y criado en Sebring, Ohio, Schreckengost era uno de los seis hijos. Su padre trabajaba en una compañía de cerámicas de donde llevaba material de ahí para que sus hijos en casa pudieran modelar. Cada semana el hacia un concurso de esculturas entre los niños, el ganador acompañaría a su papá el fin de semana a su local en la gran ciudad, Alliance (Ohio). Únicamente años después, Schreckengost se dio cuenta de que su papá sistemáticamente rotaba a los ganadores. Sus hermanos menores Donald y Paul Schreckengost también se fueron a carreras de cerámica.
Schreckengost se graduó en Cleveland en la escuela de artes (ahora Instituto de Artes de Cleveland) en 1929, y al mismo tiempo ganó un reconocimiento escolar parcial para estudiar en Kunstgewerbeschule en Viena. Para hacer el viaje, él ahorro y pidió prestado $1500 de sus compañero Gem Clay, un diseñador industrial de manufactura en cerámica en Sebring. Cuando él regresó, seis meses después, Schreckengost pagó los préstamos —un evento de suerte para el hombre de Gem Clay: desde el fracaso del banco separado durante la Gran Depresión los hubieran separado de todas maneras—.

## Carrera
Schreckengost enseñó diseño industrial en el Instituto de Artes de Cleveland por más de 50 años y fue un profesor jubilado de este hasta el día de su muerte. Él también era el más joven de los miembros de la facultad (antes conocida como la escuela de artes de Cleveland). Schreckengost fundo dentro de la CIA, la primera de su tipo en el país.[cita requerida] Entre sus estudiantes más notables se encontraban Giuseppe Delena, jefe de diseño de Ford Motor Co.; Larry Nagode, director de diseño de Fisher-Price (padre de Ryan Nagode); John Nottingham y John Spirk, fundadores de la firma de innovación Nottingham Spirk, inventores de la primera vacuna Dirt Devil; Joe Oros, cabeza del estudio Ford que diseñó el Ford Mustang de 1965, Sid Ramnarace, diseñador de la quinta generación del Ford Mustang y Jerry Hirschberg, diseñador del Infiniti J30 y de la cola de bote de 1971 boat tail Buick Riviera.
Schreckengost se enlistó en la Armada de los Estados Unidos a la edad de 37 años para ayudar a los Aliados en la Segunda Guerra Mundial. El nadó en misiones secretas a Europa donde el usó su conocimiento de modelación para ayudar el mejoramiento de el radar usado en la Batalla de Bulge. Después ayudó a diseñar las prótesis para los soldados lastimados. Se retiró de las fuerzas navales como capitán. Schreckengost fue un buen amigo con el director de salvación de Cleveland Eliot Ness.

## Diseños
La Fundación de la página principal de Viktor Schreckengost indica:

Cada adulto en América ha manejado fuera, dentro, bebido de más, guardar sus cosas en algún lugar, comiendo algo, vestirse, jugar a algo, vivir la noche con alguien, ir de visita al museo, enfriar su cuarto, leer sobre, imprimir algo, sentarse, tener una llamada con alguien, disfrutar del teatro, coleccionar, visitar el zoológico, ponerse flores, colgar algo en la pared, repartir leche, leer algo impreso, ver la Feria del Mundo, detectar combates con los enemigos, escribir sobre algo, tener una pierna o un brazo de remplazo, graduarse, ser protegido, o ser visto en la Casa Blanca algo creado por Viktor Schreckengost.

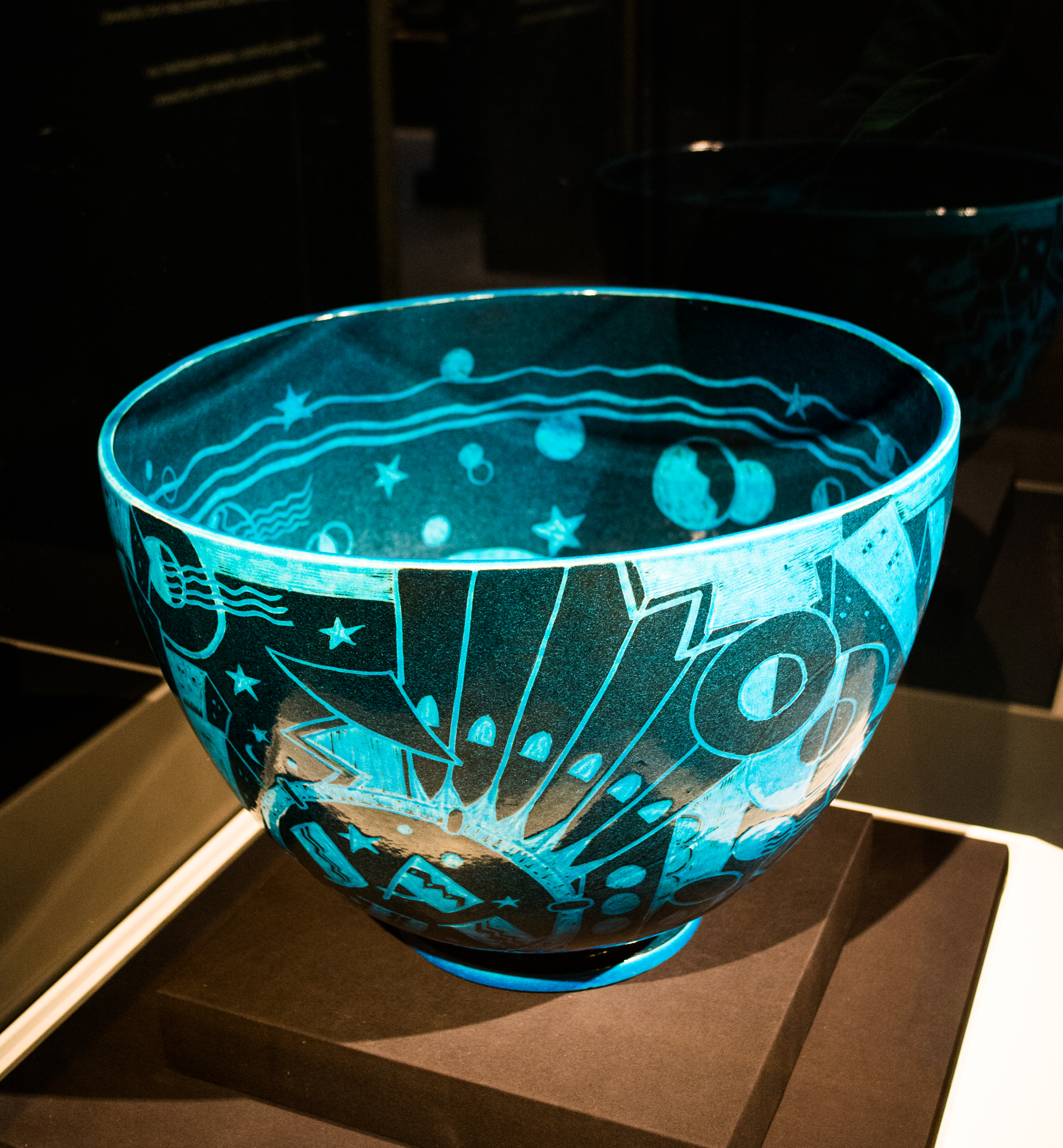
"Punch bowl", en exposición en el Museo de Arte de Cleveland, en Cleveland, Ohio, Estados Unidos. Fue diseñada por Schrenkengost para el Cowan Pottery Studio de Rocky River, Ohio.

Schreckengost diseñó el Jazz Bowl para Eleanor Roosevelt durante su asociación con Cowan Pottery. Él creó (a su tiempo) la escultura más larga de cerámica en el mundo, Early Settler en el Lakewood High School en Lakewood, Ohio. Él diseñó bicicletas manufacturadas por Murray bicycles para Murray y Sears, Roebuck y Compañía. Con el ingeniero Ray Spiller, él diseñó la primera camioneta con configuración cab-over engine, un diseño utilizado hasta hoy en día. Y lo creo simple, diseños funcionales en los Estados Unidos.

## Tributos y legado
- Wikinoticias tiene noticias relacionadas con Viktor Schreckengost.

Schreckengost vivió en Cleveland Heights (Ohio) con su segunda esposa Gene, y él celebró sus 100 años de edad en junio del 2006. La Fundación de Viktor Schreckengost planeó 100 exhibiciones de su trabajo, por lo menos uno en cada estado de Estados Unidos, para celebrar su siglo de vida. Las exhibiciones se abrieron en marzo, 100 días antes de su cumpleaños número 100. Schreckengost atendió una exhibición en la ciudad de Nueva York para abrir los shows. Una noche antes de su cumpleaños fue honorado en el Cain Park en Cleveland Heights por una gran multitud. También en el 2006, Schreckengost fue premiado con la Medalla Nacional de las Artes, el mayor honor federal del gobierno que se le pude dar a un artista. Él y los nueve de los ganadores fueron mandados a la sala de ceremonias en la Oficina Oval por el presidente George W. Bush y la primera dama Laura Bush en Novimbere 9, 2006.
Schreckengost murió el 26 de enero de 2008 a la edad de 101 años mientras visitaba a su familia en Tallahassee, Florida —atendido por sus tres hermanas: Pearl Eckleberry, Ruth Key y Lucille Jackson, y sus dos hermanos: Paul y Donald Schreckengost—.
En 1976, una exhibición de retrospectiva fue organizada por el Instituto de Artes de Cleveland; entonces en el 2000, el Museo de Artes de Cleveland otorgó una más comprensiva retrospectiva del trabajo de Schreckengost. De amplio alcance, la exhibición incluía esculturas, cerámicas, cubiertos, dibujos, y pinturas. La obra de centro de la exhibición era el Jazz Bowl. La porción de diseño industrial incluía muchos de sus impresiones creadas del diseñador, asientos de banana de las bicicletas, las sillas diseñadas por él, los pedales económicos de carros, y ventiladores eléctricos. En sus 90, Schreckengost hizo muchas cosas personales en la exhibición. En abril de 1991, Schreckengost viajó con Henry B. Adams, en ese entonces conservador de la CIA, para Norfolk (Virginia) para entrar en Hampton Roads parte del Instituto Arquitectónico de Artes a la edad de 93 años.